# Tiffany (tidskrift)
Tiffany var en svensk ungdomstidskrift som utgavs 1972-1976.
Tidskriften vände sig till en början helt till tonårstjejer och innehöll tecknade serier samt en del annat material, bland annat om mode. Redan efter en kort tid blev emellertid tysken Hans Hatwig redaktör för Tiffany, som då omvandlades till en renodlad idoltidskrift och i huvudsak kom att innehålla bilder av kända pop- och rockartister, varvid tidskriften marknadsförde sig som "Sveriges största poptidning". Hatwig grundade därefter 1974 tidskriften Poster med liknande inriktning, vilken efter ett par år konkurrerade ut Tiffany.
Med sin inriktning på hitlistemusik utgjorde Tiffany (liksom Poster) en direkt motpol till proggrörelsens tidning Musikens makt. Tiffanys läsare uppmanades bland annat att protestera mot Sveriges Radios vid denna tidpunkt kritiska inställning mot hitlistemusik och den planerade nedläggningen av radioprogrammet Tio i topp.